# Bulu (Petarukan)
Bulu  is een plaats en bestuurslaag (kelurahan) in het onderdistrict (kecamatan) Petarukan in het regentschap Pemalang van de Indonesische provincie Midden-Java. Bulu telt 4.218 inwoners (volkstelling 2010).
Binnen het grondgebied van Bulu liggen delen van de dorpen/gehuchten Petinggen en Bulukejaksan.

## Geografie
|       | Plaatsen              |
| Noord | Loning                |
| Oost  | Pegundan en Kalirandu |
| Zuid  | Petarukan             |
| west  | Tegalmlati            |